# رئوس مطالب خودروها
خودرو (یا اتومبیل) – وسیله نقلیه چرخ‌دار و سرنشین‌دار که پیشرانهٔ خود را حمل می‌کند. بیشتر تعاریف برای این اصطلاح نشاندهندهٔ این هستند که خودروها به‌طور کلی برای حرکت بر روی جاده‌ها و داشتن جای کافی برای نشستن یک تا شش نفر طراحی می‌شوند و معمولاً دارای چهار چرخ بوده و اصولاً بیشتر به‌منظور حمل و نقل افراد ساخته می‌شوند تا حمل بار. تا سال ۲۰۰۲، در سراسر جهان ۵۹۰ میلیون خودروی سرنشین‌دار وجود داشته‌است (حدود یک خودرو به‌ازای هر یازده نفر) که از میان آن‌ها، ۱۴۰ میلیون خودرو در ایالات متحده آمریکا قرار داشته‌اند (حدود یک خودرو به‌ازای هر دو نفر).

## انواع خودروها
خودروهای پایه تحت مالکیت خصوصی قرار داشته و به‌منظور جابجایی مالک و سرنشین‌های دیگر نزدیک به او مورد استفاده قرار می‌گیرند. برای اطلاعات بیشتر، مقالهٔ خودرو را ببینید. سایر انواع خودروها به شرح زیر هستند:
- خودرو با سوخت جایگزین
- خودرو ضدگلوله
- خودروی باتری‌دار (خودروی برقی)
- خودروی پلیس
- وسیله نقلیه خورشیدی
- تاکسی

### بر پایه سبک بدنه
- بر پایهٔ اندازه
  - خودروی شهری
  - خودروی کامپکت
  - خودروی اندازه بزرگ
  - خودروی کی
  - خودروی خانوادگی بزرگ
  - خودروی بسیار کوچک
  - خودروی اندازه متوسط
  - سوپرمینی
  - سه‌چرخه موتوری
- بر پایه سبک بدنه
  - کروکی
    - کابریو کوچ
    - دراپ‌هد کوپه
    - سقف فلزی جداشونده
    - رودستر
    - سقف تارگا
    - سقف تی

  - کوپه
    - کواد کوپه

  - کراس‌اوور
  - فست‌بک
  - سقف سخت
  - هاچ‌بک
  - لیفت‌بک
  - لیموزین
  - مینی‌ون
  - ناچ‌بک
  - وانت
    - کوپه کاربردی
    - یوت

  - سدان (سالن)
  - شوتینگ بریک
  - شاسی‌بلند
  - استیشن واگن
  - تورینگ
  - خودروی محلی
  - ون
    - وسیله نقلیه تفریحی (ال‌ای‌وی)
    - پانل ون

  - یدک‌کش
- سایر انواع خودروها
  - ۲ بعلاوه ۲
  - خودروی آنتیک
  - خودرو کلاسیک
  - خودروهای سفارشی
  - خودروی لوکس
    - خودروی شرکتی کامپکت
    - خودروی شرکتی
    - خودروی لوکس شخصی

  - خودروی اسپورت
    - گرند تورر
    - هات هاچ
    - هات راد
    - خودروی عضلانی
    - خودروی پونی
    - کامپکت اسپورت
    - خودروی سوپر اسپورت

  - تاکسی

### خودروهای تخصصی
- وسیله نقلیه آبی‌خاکی
- خودروی خودران
- ماشین پرنده
- ژیروکار

### بر پایه سامانه پیشران
- موتور درون‌سوز
- خودروی الکتریکی
  - خودروی الکتریکی باتری‌دار
  - خودروی سبک الکتریکی
  - خودروی هیبریدی
  - اتصال برقی هایبرید
  - الکتریکی اتصال برقی
- خودروی هیدروژنی
  - پیل سوختی
- خودروی بخار
- خودرو با سوخت جایگزین
  - اتوگس
  - زیست‌دیزل
  - ترکیبات معمول سوخت اتانول
  - سوخت انعطاف‌پذیر
  - تزریق مستقیم بنزین
  - موتورهای اشتعال تراکمی سوخت همگن
  - نیتروژن مایع

#### بر پایه موتور

##### بر پایه نوع موتور
- پیکربندی موتور (فقط موتورهای درون‌سوز)
  - موتور تخت
  - موتور سرتخت
  - موتور چهارزمانه
  - موتور اچ
  - سوپاپ رو
  - موتور رفت و برگشتی
  - موتور تک‌سیلندر
  - موتور هم‌راستا
  - موتور شش سیلندر خطی
  - موتور دوزمانه
  - موتور وی‌شکل
  - موتور دابلیو شکل
  - موتور وانکل

##### بر پایه نوع سوخت موتور
- نوع سوخت موتور
  - موتور دیزل
  - خودروی برقی
  - موتور بنزینی
  - خودروی هیبریدی
  - خودرو هیدروژنی
  - خودروی بخار

#### بر پایه موقعیت قرارگیری موتور
- محل قرارگیری موتور
  - موتور جلو
  - موتور عقب
  - موتور وسط

### بر نوع محرک
- چرخ‌های محرک
  - دو چرخ محرک
  - چهارچرخ محرک
  - محور جلو
  - محور عقب

### بر پایه طرح‌بندی
- طرح‌بندی
  - موتور جلو-محور جلو
  - موتور عقب-محور جلو
  - موتور جلو-محور عقب
  - موتور وسط-محور عقب
  - موتور وسط عقب-محور عقب
  - موتور وسط-محور جلو
  - موتور عقب-محور عقب

## طراحی خودروها
- طراحی خودرو
  - بدنه
  - چارچوب
    - پلتفرم خودرو
    - بدنه روی چارچوب
    - سپر
    - کابریو کوچ
    - شاسی
    - تایر کانتیننتال
    - محدوده مچاله‌شدن
    - سپر داگمار
    - صندوق
    - گلگیر جلو
    - پوشش گلگیر
    - جلوپنجره
    - کاپوت
    - هواکش کاپوت
    - مونوکوک
    - پونتون
    - گلگیر پونتون
    - گلگیر عقب
    - ورودی شیکر
    - باله
    - زیرشاسی
    - تانو

  - محفظه‌ها
    - صندوق عقب
    - کاپوت/دماغه

  - درها
    - در پروانه‌ای
    - در کانوپی
    - در بال‌پرنده‌ای (گالوینگ)
    - در قیچی‌وار
    - در کشویی
    - در خودکشی

  - شیشه
    - گلخانه
    - شیشه برقی
    - سقف بازشو
    - شیشه جلو
    - برف‌پاک‌کن

  - سایر
    - برچسب سپر
    - جدول‌گیر
    - نشان کاپوت
    - رنگ سیاه ژاپنی
    - بادگیر پنجره
    - میله نرف
    - تایر/لاستیک
    - گیره بکسل
    - لوازم وانت

  - روشنایی
    - چراغ روز
    - چراغ جلو
    - چراغ جلو پنهان
    - لامپ تخلیه در گاز
    - پس‌بازتابگر
    - چراغ بازتابی آلومینیمی
    - ترافیکیتور

  - قوانین و غیره
    - سرقت وسایل نقلیه
    - حسگر پارک
    - پلاک رند
    - شماره شناسایی خودرو
    - پلاک خودرو
    - بوق
    - مایع شیشه‌شور
    - آینه بغل

  - تجهیزات داخلی
    - نشانگرها
      - دوربین دنده عقب
      - درجه توربو
      - بازر
      - کارپیوتر
      - آمپر الکترونیکی
      - آمپر بنزین
      - سامانه موقعیت‌یاب جهانی و سامانه ناوبری خودرو
      - سامانه هاد
      - چراغ هشدار
      - چراغ چک
      - دید در شب
      - کیلومترشمار
      - رادار
      - لیدار
      - سرعت‌سنج
      - تاکومتر
      - محاسبه‌گر سفر

    - کنترل‌ها
      - روکش سیم
      - سامانه بازدارنده سرعت
      - کنترل الکترونیکی ساسات
      - دسته‌دنده
      - ترمز دستی
      - شماره‌گیر مانتینو
      - فرمان
      - گاز
      - ترمز

    - بازدارندگی سرقت
      - سامانه خودرویاب
      - دزدگیر
      - سامانه ضد سرقت
      - قفل مرکزی
      - حکاکی شماره شناسایی

    - ایمنی و صندلی‌ها
      - کیسه هوا
      - زیرآرنجی
      - کمربند ایمنی خودکار
      - صندلی نیمکتی
      - صندلی گود
      - قفل کودک
      - صندلی رامبل
      - کمربند ایمنی

    - سایر
      - تهویه مطبوع
      - برق لوازم جانبی
      - ضبط خودرو
      - تلفن خودرو
      - کنسول وسط
      - داشبورد
      - پنچری تایر
      - جعبه داشبورد
      - رابط آراف
      - فرمان خودکار
      - آینه وسط
      - کلید هوشمند
      - آفتابگیر
      - ترپ (محفظه مخفی)

## تاریخچه خودروها
- تاریخچه خودروها
  - تاریخچه وسایل نقلیه جاده‌ای بخار
  - کاگنات اویپور – یک تراکتور توپخانه‌ای آزمایشی با پیشرانهٔ بخار که از آن به‌عنوان نخستین «خودرو» یاد می‌شود.
  - بنز پتنت-موتورواگن – نخستین خودروی هدفمند

## مفاهیم عمومی خودرو
- رانندگی
  - رانندگی تدافعی
  - رانندگی کم‌مصرف
- دینامیک خودرو
  - کم‌فرمانی و بیش‌فرمانی
  - انتقال وزن
- ایمنی عبور و مرور جاده‌ای
  - حفاظ ایمنی
- ایمنی خودرو
  - ایمنی فعال
  - تست تصادف
  - آدمک آزمایش تصادف
  - تصادف‌پذیری
  - تصادف پهلو
  - واژگونی
  - تصادف رانندگی
  - رتبه ایمنی خودرو

## قطعات و سامانه‌های خودرو
- موتور خودرو
  - واژه‌شناسی ابتدایی
    - قطر سوراخ
    - نسبت تراکم
    - لنگ
    - سیلندر
    - نقطه مرگ
    - موتور دیزل
    - روغنکاری حوضچه خشک
    - لرزه‌گیر موتور
    - پیکربندی موتور
    - حجم موتور
    - ریپ زدن
    - ترتیب احتراق
    - شاتون زدن
    - موتور بنزینی
    - نمودار قدرت
    - محدوده قرمز
    - موتور اشتعال جرقه‌ای
    - مرحله
    - نسبت مرحله
    - حوضچه خیس

  - بخش‌های اصلی
    - شاتون
    - کارتر
    - انگشتی میل‌لنگ
    - میل‌لنگ
    - سرسیلندر جریان متقاطع
    - کراس‌پلین
    - ردیف سیلندر
    - بلوک سیلندر
    - سرسیلندر
    - چرخ لنگر
    - واشر سرسیلندر
    - پیستون هایپریوتکتیک
    - بلبرینگ اصلی
    - پیستون
    - رینگ پیستون
    - سرسیلندر جریان معکوس
    - چرخ‌دنده رینگ استارت
    - چاهک

  - مجموعه سوپاپ
    - بادامک
    - پیرو بادامک
    - میل بادامک
    - سوپاپ دسمودرومیک
    - تایپیت هیدرولیک
    - چندسوپاپه
    - میل‌سوپاپ بالاسری
    - سوپاپ رو
    - فنر سوپاپ پنوماتیک
    - سوپاپ پاپت
    - میله فشار
    - انگشتی
    - سوپاپ آستینی
    - تپت
    - تسمه تایم
    - نشانگر تایمینگ
    - شناوری سوپاپ
    - زمان‌بندی متغیر سوپاپ‌ها

  - تنفس
    - فیلتر هوا
    - سوپاپ دمنده
    - بوست کنترلر
    - سوپاپ پروانه‌ای
    - سوپرشارژر سانتریفیوژی
    - ورودی هوای خنک
    - کنترل الکترونیکی ساسات
    - القای اجباری
    - منیفولد ورودی
    - ورودی هوا
    - سردکن سیال موتور
    - مکش منیفولد
    - موتور تنفس طبیعی
    - ورودی هوای رم
    - سوپرشارژر اسکرول
    - ورودی هوای رم کوتاه
    - سوپرشارژر
    - گاز
    - دریچه گاز
    - توربوشارژر
    - توربوی دوگانه
    - توربوشارژر با هندسه متغیر
    - منیفولد ورودی با طول متغیر
    - ورودی هوای گرم

  - سامانه سوخت‌رسانی
    - کاربراتور
    - ریل مشترک
    - تزریق مستقیم
    - فیلتر سوخت
    - تزریق سوخت
    - پمپ سوخت
    - مخزن سوخت/باک
    - تزریق مستقیم بنزین
    - تزریق غیرمستقیم
    - پمپ تزریق سوخت
    - خام سوختن
    - سوزن انژکتور تک

  - برق، احتراق و مدیریت موتور
    - نسبت‌سنج هوا–سوخت
    - ژنراتور سنکرون
    - کنترل خودکار عملکرد
    - باتری خودرو
    - قطع‌کن کوئل
    - حسگر موقعیت میل‌لنگ
    - دلکو
    - دینام
    - رانندگی با سیم
    - چک الکتریکی
    - واحد کنترل الکترونیکی
    - واحد فرمان موتور
    - شمع گرمکن
    - وایر آمپر بالا
    - کوئل
    - باتری اسید-سرب
    - مگنتو
    - حسگر جریان جرمی
    - حسگر اکسیژن
    - شمع
    - استارت

  - سامانه اگزوز
    - کنترل خودکار آلاینده‌ها
    - مبدل کاتالیست
    - فیلتر ذرات دیزل
    - منیفولد دود
    - منبع اگزوز
    - صداخفه‌کن

  - خنک‌کاری موتور
    - خنک‌کاری با هوا
    - ضدیخ
    - Core plug
    - فن برقی
    - اتیلن گلیکول
    - تسمه
    - رادیاتور
    - ترموستات
    - خنک‌کاری آبی
    - فن ویسکوز

  - سایر بخش‌ها
    - میل‌تعادل
    - گرم‌کن موتور
    - محفظه احتراق
    - پورت سرسیلندر
    - درزبند
    - روغن موتور
    - فیلتر هیدرولیک
    - پمپ روغن
    - لجن روغن
    - سوپاپ پی‌سی‌وی
    - آب‌بند
    - روغن ترکیبی
    - پولی پایین
- پیشرانه
  - پیشرانه‌های هایبرید
    - انتقال قدرت خودروهای هایبرید

  - انتقال قدرت
    - جعبه‌دنده خودکار
    - کلاچ
    - جعبه‌دنده متغیر پیوسته
    - دیفرانسیل
    - میل کاردان
    - جعبه‌دنده دوکلاچه
    - جعبه‌دنده دستی خودکارشده
    - کلاچ الکترورئولوژیک
    - چرخ‌دنده اپیسایکلیک
    - کوپلینگ هیدرولیکی
    - دسته‌دنده
    - دیفرانسیل لغزش محدود
    - قفل دیفرانسیل
    - جعبه‌دنده دستی
    - مانوماتیک
    - دنده پارک
    - جعبه‌دنده نیمه‌خودکار
    - مبدل گشتاور
    - Transaxle
    - واحد فرمان انتقال قدرت
    - مفصل همه‌کاره

  - سامانه تعلیق
    - میل موج‌گیر
    - محور
    - توالی محور
    - محور بیم
    - زاویه خمیده
    - فرمان‌پذیری
    - فنر مارپیچ
    - تیوپ د دیون
    - سامانه تعلیق دوجناقی
    - هایدارگس
    - هیدرولستیک
    - سامانه تعلیق هیدروپنوماتیک
    - تعلیق مستقل
    - سامانه تعلیق فنر شمشی
    - محور زنده
    - سامانه تعلیق مک فرسون
    - سامانه تعلیق چنداتصالی
    - میله پانهارد
    - کمک‌فنر
    - محور چرخشی
    - زاویه پاشنه
    - سامانه تعلیق میله پیچشی
    - سامانه تعلیق بازو-عقب
    - جرم فنربندی‌نشده
    - اتصال وات
    - بالانس چرخ
    - فاصله بین محورها

  - هدایت
    - هندسه فرمان اکرمن
    - زاویه کستر
    - شاه‌پین
    - بیش‌فرمانی
    - فرمان خودکار
    - راک اند پینیون
    - هدایت گشتاوری
    - کم‌فرمانی

  - ترمزها
    - سیستم جلوگیری از برخورد
    - ترمز ضد قفل (ای‌بی‌اس)
    - هواگیری ترمز
    - محو شدن ترمز
    - روغن ترمز
    - آستر لنت
    - ترمز دیسکی
    - ترمز کاسه‌ای
    - توزیع نیروی ترمز الکترونیکی
    - کنترل پایداری الکترونیکی
    - ترمز موتور
    - ترمز هیدرولیک
    - سیال هیدرولیک
    - ترمز داخلی
    - ترمز دستی
    - ترمز احیاکننده
    - سرووی وکیوم

  - چرخ‌ها و تایرها
    - رئوس مطالب تایرها
    - رینگ آلیاژی
    - رینگ سفارشی
    - چرخ محرک
    - قالپاق
    - رینگ روستایل
    - اسپینر
    - رینگ پره‌ای

  - فناوری ایمنی خودرو
    - کیسه هوا
    - ترمز ضد قفل
    - محدوده مچاله‌شدن
    - سیستم جلوگیری از برخورد
    - ترمز کمکی اضطراری
    - کنترل پایداری الکترونیکی
    - سامانه کنترل لغزندگی
    - کمربند ایمنی